# Čimhová
Čimhová é um município da Eslováquia, situado no distrito de Tvrdošín, na região de Žilina. Tem 6,39 km² de área e sua população em 2018 foi estimada em 685 habitantes.

## Demografia
| Ano:        | 1994 | 2004   | 2014   | 2024   |
| ----------- | ---- | ------ | ------ | ------ |
| Broj ljudi: | 596  | 648    | 678    | 681    |
| Razlika:    |      | +8,72% | +4,62% | +0,44% |

| Ano:               | 2023 | 2024   |
| ------------------ | ---- | ------ |
| Número de pessoas: | 672  | 681    |
| Diferença:         |      | +1,33% |